# Corollospora anglusa
Corollospora anglusa är en svampart som beskrevs av Abdel-Wahab & Nagah. 2009. Corollospora anglusa ingår i släktet Corollospora och familjen Halosphaeriaceae.   Inga underarter finns listade i Catalogue of Life.